# کشتی تسلیمی
کشتی تسلیمی (به انگلیسی: Submission wrestling) به نوعی از مبارزات رزمی گفته می‌شود که در آن از لباس فرمی که آن را با یک کمربند به رنگ‌های مختلف می‌بندند (در ژاپنی به آن «گی» 着 gi، «دوگی» 道着 Dogi یا «کیمونو» 着物 Kimono گفته می‌شود)، استفاده نمی‌کنند. بر این اساس به این رقابت‌ها «نوگی No gi» می‌گویند. این مبارزات همچنین با عناوین مبارزه تسلیمی، گراپلینگ تسلیمی و ورزش گراپلینگ نیز شناخته می‌شود، که همگی از اصطلاحات تخصصی ورزش‌های رزمی هستند.

## تعریف
کشتی تسلیمی روی گردن‌گیری، مبارزه در خاک (زمین یا در انگلیسی Matt که همان محل مبارزه است) و در نهایت قفل مفصل که به تسلیم کردن یکی از طرفین ختم می‌شود، تمرکز می‌کند. کشتی تسلیمی معمولاً به نوعی از مبارزه یا تمرین گفته می‌شود که در آن از لباس فرم «گی» gi که آن را با یک کمربند به رنگ‌های مختلف که هر رنگ نشانگر درجه است می‌بندند، استفاده نمی‌کنند. اگر چه برخی از شلوارهای گشاد استفاده می‌کنند اما عدم استفاده از لباس فرم تأثیر زیادی در این ورزش دارد، بدین علت است که امکان دارد با استفاده از برخی تکنیک‌ها از لباس فرم برای خفگی استفاده شود؛ بنابراین استفاده از آن مقدور نیست و در این شرایط حریف مجبور به درگیری (گرفتن)های دشوارتر خواهد شد.
ورزش کشتی تسلیمی تکنیک‌های کشتی کج، کشتی سنتی (محلی)، کشتی فرنگی، کشتی آزاد، جوجیتسو، جودو، جوجیتسو برزیلی، لوتا لیور و سامبو را شامل می‌شود. کشتی تسلیمی یک ورزش گسترده‌است و ساختار آن با ورزش هنرهای رزمی ترکیبی MMA، جوجیتسو برزیلی و کشتی نزدیک و مشترک است. ورزشکاران کشتی تسلیمی و گراپلینگ معمولاً از شلوارک، زیرپوش، دوبنده کشتی، لباس‌های چسبان و ترکیب لباس‌های کوتاه استفاده می‌کنند که در هنگام درگیری پاره نشود. همچنین در بعضی از مسابقات و تمرینات استفاده از برخی تکنیک‌ها از قبیل قلاب پاشنه، نگه داشتن انگشتان و قفل مچ دست ممنوع می‌باشد.

## اصطلاح عمومی
شاگردان مدارس هنرهای رزمی ترکیبی و مبارزان این رشته ممکن است از اصطلاحات کشتی تسلیمی در روش‌های مبارزه خود استفاده کنند. گاهی اوقات هم از این اصطلاحات برای توصیف تاکتیک‌های استفاده شده در مسابقات هنرهای رزمی ترکیبی استفاده می‌شود که در واقع از مهارت‌های کشتی تسلیمی برای شکست دادن حریف استفاده می‌کنند.

## سبک‌ها
- کشتی کج: سبک بدون محدودیت (بدون قوانین) نیز نامیده می‌شود، سبکی است که منشأ آن از گراپلینگ نوگی (No gi بدون لباس فرم) لنکاشیر (Lancashire) شمال انگلستان گرفته شده‌است و به خاطر محبوبیت هنرهای رزمی ترکیبی در سال‌های اخیر مورد اقبال قرار گرفته‌است.
- جودو: یک ورزش رزمی ژاپنی که روی فنون پرتابی، قفل مفصل و خفگی تمرکز دارد. این ورزش المپیکی است و در آن از لباس فرم جودو استفاده می‌شود اما با اهداف کشتی تسلیمی سازگار است.
- جوجیتسو ژاپنی یا جوجیتسو: یک هنر رزمی قدیمی کشتی/گراپلینگ ژاپنی است که تأکید زیادی روی قفل مفصل، خفه کردن و پرتاب دارد. معمولاً در آن از لباس فرم گی (gi) استفاده می‌شود اما تمرین بدون آن نیز غیر معمول نیست.
- سامبو: سبک گراپلینگ روسی است که به‌طور کلی در آن از ژاکت اما بدون شلوار استفاده می‌شود. در آن از قفل‌ها استفاده می‌شود اما اغلب اجازه تنکنیک خفه کردن در آن داده نمی‌شود.
- جوجیتسو برزیلی: سبکی که هرروز بر محبوبیتش اضافه می‌شود و تأکید بر فنون روی خاک (زمین) دارد و شامل لباس فرم گی (gi) و بدون لباس فرم نوگی (No gi) است.
- لوتا لیور (Luta Livre): نوعی از کشتی تسلیمی است که از کشتی کج الهام گرفته شده‌است، ورزش بومی برزیل و بدون لباس فرم (No gi) است.
- مالا-یودا (Malla-yuddha): یکی از قدیمی‌ترین شیوه‌های کشتی تسلیمی است که منشأ آن هندوستان است. مالا-یودها به چهار تکنیک مادر تقسیم می‌شود که هر کدام به نام خدایان خاص هندوها و مبارزان افسانه‌ای نامگذاری شده‌است. «هانومانتی» (Hanumanti) روی برتری فنی و موقعیتی متمرکز می‌شد. «جامبوانتی» (Jambuvanti) از فنون قفلی استفاده می‌کرد و حریف را مجبور به تسلیم می‌کرد، «جاراساندی» (Jarasandhi) بر فنون شکستن مفاصل و چوک‌ها تمرکز می‌کرد در حالی که «بیماسنی» (Bhimaseni) فقط بر روی در قدرت محض متمرکز می‌شد.
- پهلوانی: سبک کشتی برتر آسیای جنوبی، از دسته مالا-یودا و ورزش‌های باستانی است.
- پانکریشن (Pankration): منشأ آن یونان باستان است و از عناصر ترکیبی که امروزه عمدتاً در بوکس (پیگماشیا pygmachia) و ضربات پا و بسیاری از ورزشهای رزمی (لاکتیسما laktisma) با حرکاتی از کشتی فرنگی (پاله pale) و قفل مفاصل می‌باشد؛ بنابراین یک ورزش جنگی گسترده و شبیه هنرهای رزمی ترکیبی امروزی است.
- جوجیتسو دهمین سیاره (10th Planet Jiu-Jitsu): ترکیب آمریکایی از جوجیتسو برزیلی نوگی (No gi) است. این رشته توسط ادی براوو (Eddie Bravo)، از افراد مؤثر کشتی سنتی (محلی) آمریکا و ژان ژاک ماچادو(Jacques Machado) (یک مبارز گراپلینگ با سابقه مبارزه بالا) از جوجیتسو برزیلی پایه‌گذاری شد. بیشتر تمرکز آن در تکنیک‌های گارد نیمه نوگی (No gi) و تکنیک‌های دفاعی جوجیتسو برزیلی است.
- کشتی پرتابی (Shoot wrestling): یک ورزش ژاپنی نوگی (No gi) است که اساس آن از کشتی آزاد، کشتی فرنگی، سامبو و کشتی کج گرفته شده بود اما بعدها شامل کاراته، موی تای و جودو نیز شد. دو تا از زیر شاخه‌های اصلی کشتی پرتابی، شوتو shooto (در ژاپنی به آن «تیغه دست» 松濤 می‌گویند) و شوت فایتینگ shootfighting (مبارزه پرتابی) است.
- کشتی تسلیمی هنریSubmission Arts Wrestling) (SAW)): نسخه ژاپنی کشتی کج است که از جودو و سامبو برگرفته شده‌است. در اصل توسط بنیانگذار و قهرمان جهان سابق سامبو هیدتاکا آسو (Hidetaka Aso) ایجاد شده‌است. در حال حاضر در ژاپن استاد سن سی آسو (Aso Sensei)، در استرالیا سن سی ایتو (Ito Sensei)، در کانادا سن سی مارتله (Martelle Sensei) و در پورتوریکو سن سی راموس (Ramos Sensei) در این رشته فعالیت دارند (در ژاپنی «سن سی» 先生 Sensei).
- سبک آزاد مبارزه (Hayastan freestyle fighting): یک گراپلینگ تسلیمی است که توسط جن لبال (Gene Lebell) و چیوی‌چیان (Chivichyan) ساخته شده‌است که در آن عناصری از جودو، سامبو، کشتی کج، جوجیتسو برزیلی، کشتی فرنگی و کشتی آزاد به چشم می‌خورد.
- شوی جیائو (در چینی (摔跤)): سبک کشتی چینی که شامل پرتاب و چین نا (قفل مفاصل) است.